# Axayacatl
Axayacatl (en nahuatl : āxāyacatl, dont le nom se traduit par « Visage d'eau ») est le troisième empereur aztèque et le sixième tlatoani de Tenochtitlan. Il succède à Moctezuma Ier et règne de 1469 à 1481.

## Biographie

### Famille
Axayacatl est le fils du prince Tezozómoc et de la princesse Atotoztli II. Il est ainsi le petit-fils des empereurs Itzcoatl et Moctezuma Ier.
Successeur de Moctezuma, il a pour frères les empereurs Tizoc et Ahuitzotl et pour sœur Chalchiuhnenetzin (en), reine de Tlatelolco (en). Il est le père de Moctezuma II et Cuitláhuac ainsi que l'oncle de Cuauhtémoc, dernier empereur, tous trois contemporains de la chute de l'Empire aztèque.

### Règne

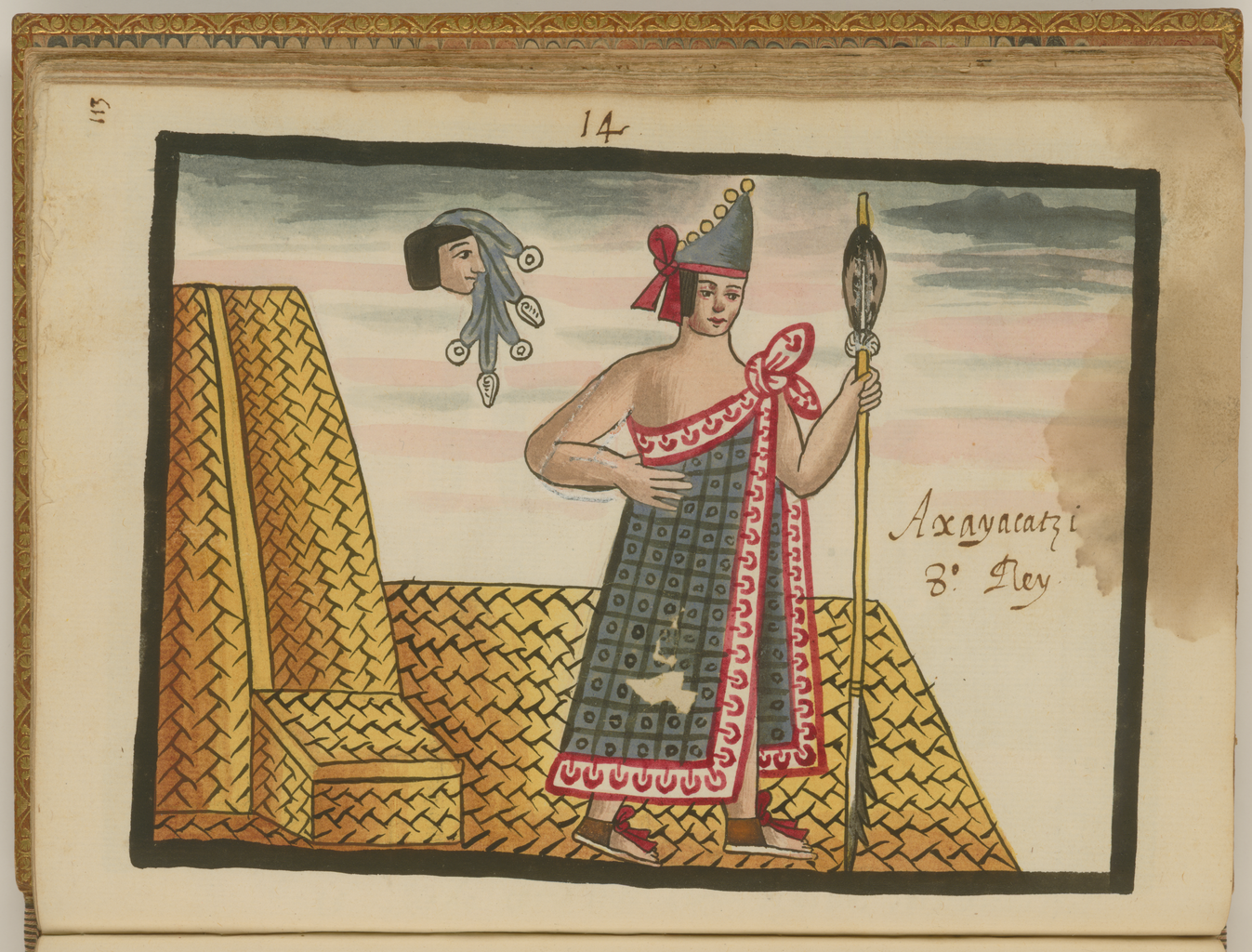
Axayacatl, sixième roi aztèque (règne : 1469–1481). Codex Tovar, XVIe siècle, Juan de Tovar.

Durant sa jeunesse, ses prouesses militaires lui ont valu les faveurs de personnalités influentes telles que Nezahualcoyotl, tlatoani de Texcoco, et Tlacaelel, cousin de Axayacatl. C'est ainsi qu'à la mort de Moctezuma Ier en 1469, il fut choisi pour monter sur le trône.
Il est également important de noter que la Pierre du Soleil, également connue sous le nom de Calendrier aztèque, a été sculptée sous son règne. Un séisme (en) se produisit à Tenochtitlan en 1475 et détruisit de nombreuses maisons.

#### Expéditions militaires

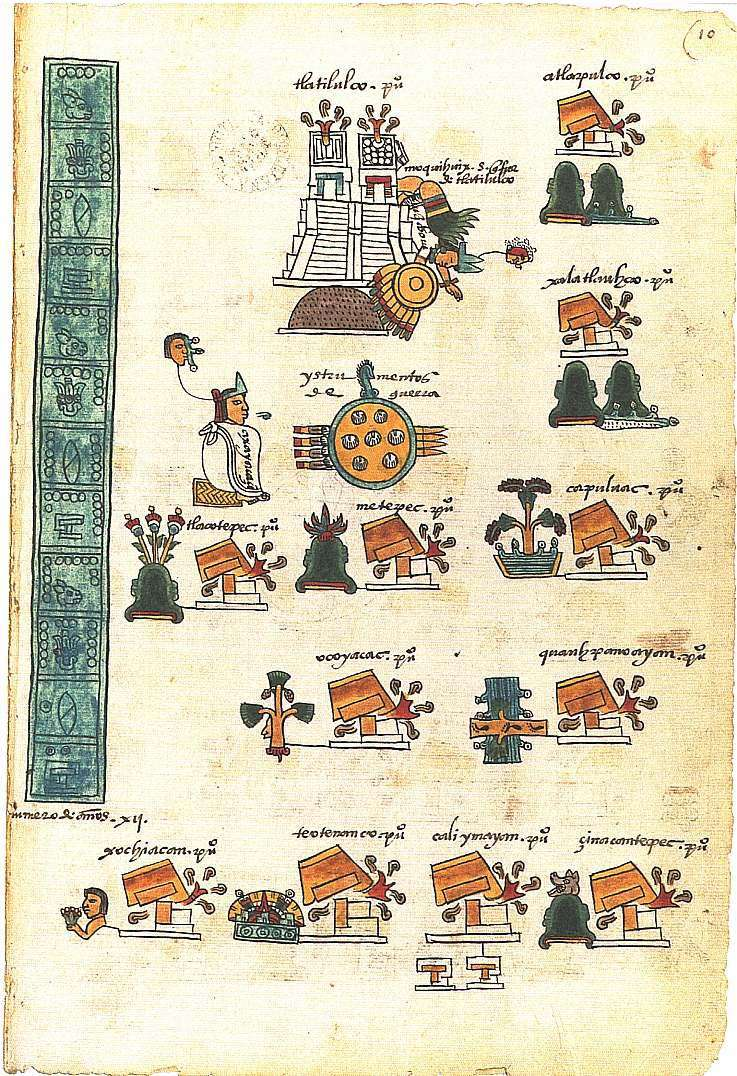
Hauts faits et conquêtes de Axayacatl, selon le Codex Mendoza.

Axayacatl consacre ses douze années de règne à consolider sa réputation militaire, en poursuivant les conquêtes de son prédécesseur Moctezuma Ier : il mène des campagnes victorieuses contre l'altepetl voisin de Tlatelolco (en) en 1473 (voir la bataille de Tlatelolco (en)) et les Matlatzinques (en) de la vallée de Toluca en 1474, mais il est finalement vaincu par les Tarasques de Michoacán en 1478. Malgré quelques victoires ultérieures, la défaite d'Axayacatl face aux Tarasques a irrémédiablement terni son image, car elle constitue la seule défaite majeure subie par les Aztèques jusqu'alors. Malgré son jeune âge, il tombe gravement malade en 1480 et décède à peine un an plus tard, en 1481, son frère Tizoc lui succédant.

### Poésie
Axayacatl a écrit deux poèmes. Le premier, Ycuic Axayayatzin (en français : « Chant d'Axayacatl ») est une défense contre ses frères et ses détracteurs ; le second, Huehue cuicatl (en français : « Chant des Anciens ») est une complainte écrite après sa défaite à Michoacan.